# Harry Beasley
Harry Beasley, född 14 mars 1892, död 26 november 1972, var en friidrottare från Kanada. Han deltog vid olympiska sommarspelen 1912.